# Comuna Maliuteanka, Kiev-Sveatoșîn
Maliuteanka (în ucraineană Малютянка) este o comună în raionul Kiev-Sveatoșîn, regiunea Kiev, Ucraina, formată din satele Ivankiv și Maliuteanka (reședința).

## Demografie
Componența lingvistică a comunei Maliuteanka
     Ucraineană (94,44%)
     Rusă (5,24%)
     Alte limbi (0,06%)
Conform recensământului din 2001, majoritatea populației comunei Maliuteanka era vorbitoare de ucraineană (94,44%), existând în minoritate și vorbitori de rusă (5,24%).